# Veguillas de la Sierra
Veguillas de la Sierra és un municipi d'Aragó, situat a la província de Terol i enquadrat a la comarca de la Comunitat de Terol.
El nucli urbà està compost per mig centenar de cases situades en sis carrers i una plaça, que estan repartits en dues zones ben diferenciades, una al voltant de la plaça i l'altra en el curs del carrer del Cantón. Veguillas celebra les festes els dies 22, 23 i 24 d'agost en honor de Sant Roc, Santa Waldesca i la Santíssima Trinitat.

## Demografia
| 1991 | 1996 | 2001 | 2004 |
| ---- | ---- | ---- | ---- |
| 33   | 31   | 27   | 24   |